# Apollo 15

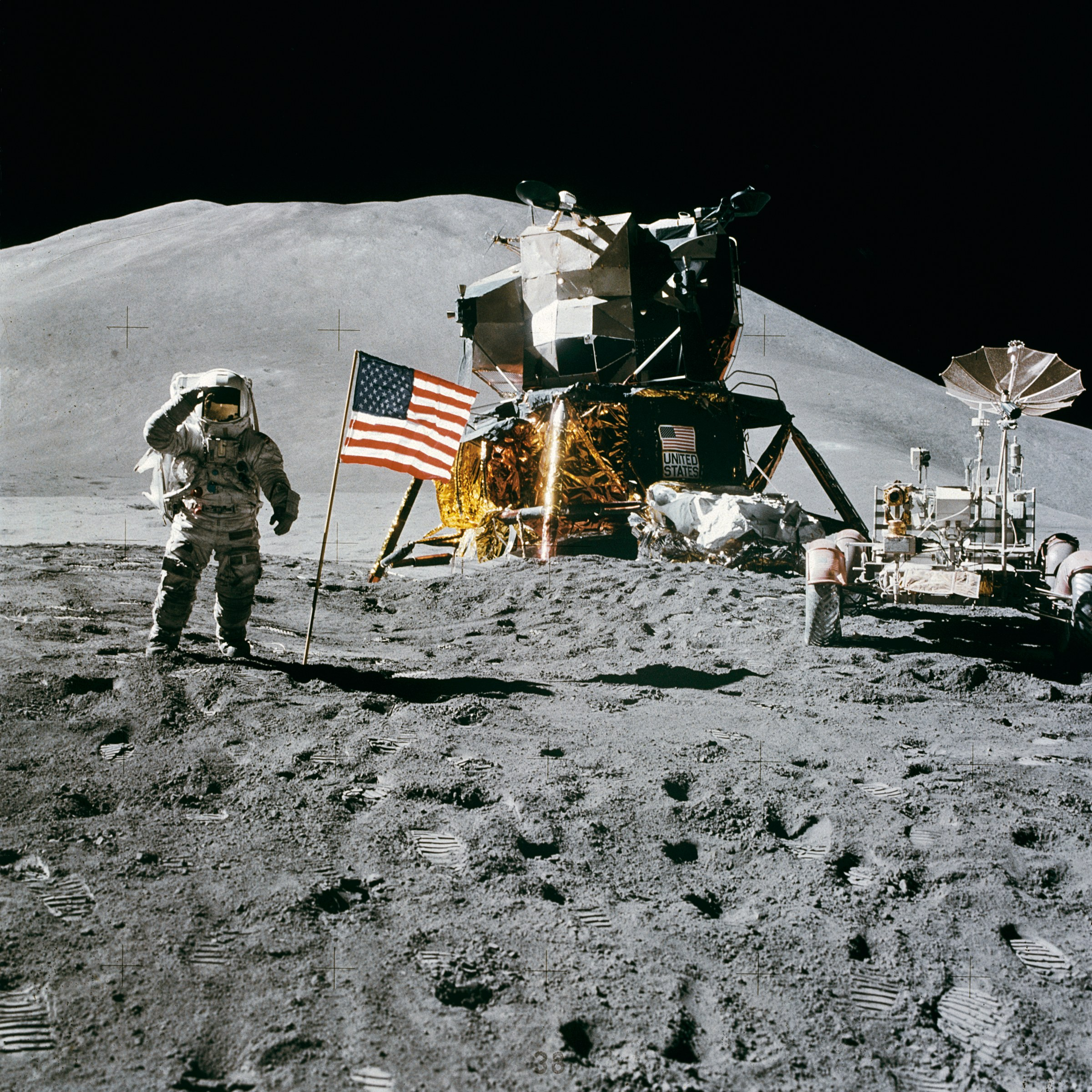
James Irwin oddaje honory fladze amerykańskiej. Obok lądownik księżycowy LM oraz pojazd LRV.

Apollo 15 – misja załogowa w ramach programu Apollo; czwarta misja, podczas której astronauci wylądowali 30 lipca 1971 roku na powierzchni Księżyca. 
W czasie wyprawy zebrano 77 kg próbek gruntu księżycowego. Astronauci podczas wyjść na powierzchnię Księżyca przebywali poza lądownikiem LM ponad 18 godzin. Scott i Irwin poruszając się po Księżycu po raz pierwszy użyli specjalnie skonstruowanego dla potrzeb misji Apollo pojazdu LRV. Przebyli odległość ponad 27,9 km. Podczas misji umieścili również miniaturową rzeźbę pt. Poległy astronauta na powierzchni Księżyca.
Po sukcesie Apollo 14 podjęto śmiałą decyzję, by w trakcie ostatnich trzech misji Apollo wykorzystać do ostatnich granic możliwości rakiety Saturn V. Po zmniejszeniu rezerwy paliwowej rakiety nośnej i nieznacznym obniżeniu orbity parkingowej, do Apollo 15 wtłoczono dwie dodatkowe tony wyposażenia, modyfikując jednocześnie silniki F-1, by wycisnąć z nich tyle mocy, ile się tylko da. Masa dodatkowego ładunku była wyliczona dokładnie, niemal co do grama. Lunar Rover został umieszczony w stopniu lądującym LM.   

## Podstawowe dane
źródło
- Statek kosmiczny: CSM-112 "Endeavour", LM-10 "Falcon"
- Rakieta nośna: SA-510
- Stanowisko startowe: 39A
- Start: 26 lipca 1971, 13:34:00 GMT
- Azymut startu: 80,1°
- Orbita okołoziemska: 169,5 km x 165,9 km
- Orbita okołoksiężycowa:
  - Orbita początkowa: 315 km x 106,9 km
  - Orbita podejścia do lądowania: 108,3 km x 17,8 km
  - Orbita podejścia do lądowania (poprawiona): 111,7 km x 16,3 km
  - Orbita kołowa (CSM): 120,8 km x 101,5 km
- Współrzędne miejsca lądowania: 26,132°N, 3,634°E
- Lądowanie na Księżycu: 30 lipca 1971, 22:16:29 GMT
- Start z powierzchni Księżyca: 2 sierpnia 1971, 17:11:23 GMT
- Orbita postartowa LM: 78,7 km x 16,7 km
- Orbita końcowa (po dokowaniu LM i CSM): 119,3 km x 71,7 km
- Czas trwania misji: 295 godz. 11 min. 53 s.
- Wodowanie: 7 sierpnia 1971, 20:45:53 GMT

## Dodatkowe informacje
- Uderzenie S-IVB/IU w powierzchnię Księżyca: 29 lipca 1971, 20:58:43 GMT
- Współrzędna miejsca upadku S-IVB/IU: 1,51°S, 11,81°W
- Prędkość S-IVB/IU podczas uderzenia: 2580m/s
- Masa S-IVB/IU podczas uderzenia: 14 007 kg
- Uderzenie stopnia startowego LM w powierzchnię Księżyca: 3 sierpnia 1971, 17:03:37 GMT
- Współrzędne miejsca upadku stopnia startowego LM: 26,36°N, 0,25°E
- Prędkość stopnia startowego LM podczas uderzenia: 1700 m/s
- Kąt upadku stopnia startowego LM: 3,2°
- Masa stopnia startowego LM podczas uderzenia: 2385 kg
- Umieszczenie subsatelity na orbicie okołoksiężycowej: 4 sierpnia 1971, 20:13:29 GMT. Orbita: 141,3 km x 102,0 km, nachylenie 28,72°
- Masa startowa rakiety i statku kosmicznego: 2 945 817 kg
- Masa umieszczona na orbicie okołoziemskiej: 140 310 kg
- Masa umieszczona na orbicie okołoksiężycowej: 34 622 kg[1]

## Statek kosmiczny i rakieta nośna
źródło
Czas dostarczenia elementów do KSC:

### Statek kosmiczny
- CSM: styczeń 1971
- LM: listopad 1970
- LRV: marzec 1971

### Rakieta nośna
- Pierwszy stopień (S-IC): lipiec 1970
- Drugi stopień (S-II): maj 1970
- Trzeci stopień (S-IVB): czerwiec 1970
- Instrument Unit (UI): czerwiec 1970

## Główne cele misji
źródło
- Przeprowadzenie badań i pobranie próbek gruntu w rejonie księżycowych Apeninów i Rima Hadley (Szczeliny Hadleya).
- Ustawienie instrumentów ALSEP i innej aparatury naukowej.
- Ocena efektywności wyposażenia podczas długotrwałego pobytu astronautów poza lądownikiem, pokonywania dużych odległości i przy rozszerzonym zakresie prac na powierzchni Księżyca.
- Wykonanie eksperymentów w trakcie lotu i fotografowanie powierzchni Księżyca z orbity okołoksiężycowej.

## Misja
źródło
Odliczanie przed startem i sam start miał wyjątkowo płynny przebieg. Zgodnie z planem wykonano umieszczenie Apollo 15 na trajektorii lotu w kierunku Księżyca (TLI), separację statku i dokowanie z lądownikiem. Niedługo później astronauci przeprowadzili oddzielenie członu S-IVB/IU, który skierowano na kurs kolizyjny z Księżycem. Uderzenie miało miejsce 183 km na północny wschód od miejsca lądowania Apollo 14 i 356 km na północny wschód od miejsca lądowania Apollo 12. Powstałe wstrząsy dostarczyły informacji o strukturze Księżyca do głębokości 50-100 km. Uderzenia trzeciego stopnia podczas poprzednich misji umożliwiły sondowanie jedynie na głębokość 30 km.
Wkrótce po dokowaniu instrumenty pokładowe wykryły zwarcie w instalacji systemu sterowania silnikiem SPS. Opracowana zmodyfikowana procedura odpalenia silnika SPS, przetestowana  w czasie drugiej korekty trajektorii, pozwoliła na kontynuowanie misji. Pokrywa wnęki SIM została odrzucona na 4,5 godziny przed wejściem na orbitę okołoksiężycową i instrumenty SIM zostały uruchomione. Po dalszych dwóch godzinach statek wykonał manewr wejścia na orbitę podejścia do lądowania. Ze względu na duże nachylenie orbity do równika, tor lotu statku przebiegał nad najsilniejszymi księżycowymi maskonami. Spowodowało to znacznie szybszą od zakładanej degradację orbity. Poprawka wykonana silnikami RCS statku Apollo zmieniła wysokość orbity z 108,3 km x 17,8 km na 111,7 km x 16,3 km. W wyniku drobnych problemów technicznych separacja Apollo i lądownika odbyła się z 25 minutowym opóźnieniem na wysokości zaledwie szesnastu kilometrów nad powierzchnią Księżyca. Separacja nastąpiła w setnej godzinie czasu misji, a cztery godziny później dowódca zaczął podejście do lądowania. Po 12 minutach i 20 sekundach Falcon miękko osiadł na powierzchni. W trakcie schodzenia musieli wytężać wzrok, aby odszukać charakterystyczne punkty. Specyficzne struktury w krajobrazie Księżyca są w tym rejonie mniej ostro zarysowane, niż przypuszczano. Kilka razy zmieniali miejsce lądowania, sterując lądownikiem w taki sposób, aby trzymać się blisko północnej krawędzi jedynej struktury, jaką rozpoznawali – Rima Hadley, szerokiej szczeliny kanionu, oddalonej o jedenaście kilometrów od wysokiego na 5400 metrów szczytu Mons Hadley. Ostatnie osiemdziesiąt metrów przelecieli prawie na ślepo, w tumanach księżycowego pyłu. Moduł LM, opadając, pokonał ostatni metr i zaczął przechylać się do tyłu i na swoją prawą stronę. Okazało się, że dwie podpory zagłębiły się w gruncie tuż przy krawędzi niedużego krateru. 
Po rozdzieleniu Apollo przeszedł na orbitę o parametrach 120,8 x  101,5 km. Po lądowaniu, obserwacje dowódcy misji oraz obserwacje z pokładu Apollo pozwoliły na dokładne określenie położenia LM. Znajdował się 550 m na północny wschód od planowanego miejsca lądowania. Po wykonaniu zadań przewidzianych w planie misji Falcon uniósł się z powierzchni Księżyca i połączył na orbicie ze statkiem Endeavour. Dzięki energii z akumulatorów łazika, po raz pierwszy możliwa była telewizyjna transmisja startu lądownika.
Niemniej ważne od prac przeprowadzonych na powierzchni Księżyca były eksperymenty przeprowadzone przez pilota modułu dowodzenia na orbicie. Worden wykonał ważne badania i obserwacje naukowe. Statek Apollo 15 został wyposażony w aparaturę, której masa wynosiła 476 kg. W poprzedniej wyprawie masa urządzeń badawczych była czterokrotnie mniejsza i wynosiła 113,4 kg.  W skład tej aparatury wchodziły przyrządy do badania promieniowania gruntu księżycowego odznaczającego się znaczną energią. Na wysięgniku znajdował się spektrometr gamma przeznaczony do pomiarów w zakresie 0,1-10 MeV. Spektrometr rentgenowski służył do badań fluorescencji powierzchni Księżyca w tym zakresie widma. Inny spektrometr, wyposażony w detektory krzemowe, rejestrował cząstki alfa o energiach od 4,7 9,3 MeV. Przyrządy te umożliwiały identyfikację pewnych pierwiastków występujących na Księżycu i określenie pewnych ogólnych cech materiałów tworzących jego skorupę. Kolejny przyrząd to spektrometr masowy, znajdujący się na wysięgniku o długości 6,3 m, badał składniki ośrodka okołoksiężycowego. Natomiast układ kamer wysokiej klasy służył do uzyskania fotografii, które pozwalały wykonać dokładne mapy powierzchni Księżyca. Fotografie objęły obszar około trzech mln km², co stanowiło osiem procentów powierzchni. Kamera panoramiczna o ogniskowej 600 mm zawierała film o szerokości 12,5 cm i długości 2000 m. Zawierał on 1650 klatek. Jedna klatka obejmowała obszar o powierzchni 27 x 342 km. Fotografie odznaczały się dużą rozdzielczością – rzędu 1 m. kamera kartograficzna miała ogniskową 75 mm. Film miał szerokość 12,5 cm, lecz długość tylko 560 m i zawierał 3600 klatek, obejmujących każda pole 167 x 167 km. Zdolność rozdzielcza wynosiła około 20 metrów. Jednocześnie z kamerą  kartograficzną uruchamiano kamerę gwiazdową, ustawioną pod kątem 96° do osi optycznej. na filmie o szerokości 35 mm były utrwalane fotografie gwiazd stanowiących punkt odniesienia przy precyzyjnym ustalaniu położeń poszczególnych punktów na powierzchni Księżyca. Potrzebną znajomość odległości kamery od powierzchni umożliwiały pomiary wykonane przy użyciu precyzyjnego wysokościomierza laserowego. Dzięki spektrometrowi promieniowania gamma wykryto wyższy poziom promieniowania na odwrotnej stronie Księżyca, a także ustalono, że średnie poziom ten jest niższy niż w przypadku próbek pobranych w rejonie Fra Mauro. Spektrometr rentgenowski pozwolił ustalić, że na terenach wyżynnych występują duże ilości glinu, szczególnie na odwrotnej stronie Księżyca, podczas gdy morza są bogate w magnez. Badania wykonane przy użyciu spektrometru cząstek alfa wykazały, że współczynnik dyfuzji radonu na Księżycu jest o trzy rzędy wielkości mniejszy niż na Ziemi. Stereometryczna kamera wykonała dużą liczbę zdjęć wysokiej rozdzielczości, która zajęła około 2000 m klisz, natomiast kamera mapująca zużyła prawie 1400 m filmu. Wysokościomierz laserowy podczas 26. okrążenia zaczął sprawiać kłopoty, a w czasie 38. okrążenia przestał działać. Worden dokonał też interesujących obserwacji wizualnych, związanych z ukształtowaniem terenu, a także z potencjalnymi miejscami lądowania. Obserwacje te pozwoliły na uściślenie miejsca lądowania kolejnej ekspedycji. Apollo krążył wokół Księżyca przez pełnych sześć dób ziemskich. Już po powrocie Scotta i Irvina, zaledwie na godzinę przed odlotem, wyrzucono z niego małego satelitę.   
Subsatelita został umieszczony na orbicie o parametrach 141, x 102,0 km, dzięki czemu miał funkcjonować co najmniej przez rok. Detektory subsatelity pozwoliły między innymi wykryć nieznany wcześniej maskon na wschodnim skraju tarczy Księżyca. Zebrane dane pokazały również, że maskony nie są identyczne i różnią się natężeniem pola grawitacyjnego. 
W drodze powrotnej CMP Worden wykonał 39-minutowy spacer. W trakcie powrotu wykonano jedną korektę trajektorii. Separacja CM i SM oraz wyjście kapsuły w atmosferę nastąpiły zgodnie z planem, jednak ze względu na awarię jednego z głównych spadochronów wodowanie było nieco „twardsze”. Apollo 15 wodował w odległości około 1,9 km od wyznaczonego punktu, 530 km  na północ od Hawajów i 9 km od okrętu ratowniczego.

## Prace na powierzchni Księżyca
źródło
- Pobranie próbki awaryjnej gruntu księżycowego.
- Pobranie próbek gruntu i wykonanie ich pełnej dokumentacji.
- Ustawienie aparatury naukowej ALSEP.
- Ustawienie odbłyśnika dalmierza laserowego.
- Pobranie próbek rdzeniowych gruntu.
- Przeprowadzenie badań geologicznych.
- Wykonanie badań właściwości mechanicznych i fizycznych gruntu księżycowego.
- Badanie składu chemicznego i składu izotopowego wiatru słonecznego.
- Ocena efektywności LRV.
- Ocena funkcjonowania ulepszonych skafandrów kosmicznych.
- Ocena wpływu pracy silnika DPS na powierzchnię Księżyca.

## Prace na pokładzie statku Apollo
źródło
- Pomiar promieniowania gamma powierzchni Księżyca.
- Pomiar fluorescencji rentgenowskiej powierzchni Księżyca.
- Pomiar emisji cząstek alfa przez powierzchnię Księżyca.
- Fotografowanie powierzchni Księżyca z orbity okołoksiężycowej.
- Pomiar odległości statku Apollo od powierzchni Księżyca za pomocą wysokościomierza laserowego.
- Pomiar koncentracji cząstek gazów wokół Księżyca.
- Umieszczenie na orbicie okołoksiężycowej subsatelity.
- Dopplerowskie badanie pola grawitacyjnego Księżyca.
- Radarowe badanie powierzchni Księżyca (CMS i LM).
- Fotografowanie Ziemi i Księżyca w ultrafiolecie.
- Fotografowanie wybranych obiektów na powierzchni Księżyca i obiektów astronomicznych.
- Obserwacje wizualne powierzchni Księżyca z orbity okołoksiężycowej.
- Ocena funkcjonowania mechanizmu odrzucania pokrywy instrumentów SIM (Scientific Instrument Module).
- Uzyskanie danych o temperaturze instrumentów SIM (SIM-bateria instrumentów naukowych zainstalowanych w module silnikowym).
- Inspekcja instrumentów SIM podczas EVA.

## EVA
Zamiarem naukowców było uzyskanie w ciągu jednej misji próbek gruntu z obszarów basenu morskiego, gór i szczeliny przypominającej kanion.
- EVA-1 (Scott i Irwin): 31 lipca 1971 – 6 godzin 32 minuty i 42 sekundy. Pierwsze wyjście z lądownika było poprzedzone 33-minutowym rekonesansem Scotta, który stanął w otwartym górnym włazie LM (Standup Extravehicular Activity – SEVA), dzięki czemu astronauci zorientowali się w topografii terenu[1]. Tak jak w czasie poprzednich misji astronauci rozwiesili na czas  pobytu na Księżycu folię aluminiową do wychwytywania  cząstek wiatru słonecznego. O godzinie 9.54 czasu wschodnioamerykańskiego astronauci przystąpili do wyładunku łazika. Okazało się, że nie działa system sterowania kół przednich. W związku z tym astronauci postanowili sterować tylnymi kołami. Po rozłożeniu LRV astronauci wyruszyli w kierunku księżycowych Apeninów. Przebyli około 5 km i zrobili pierwszy postój, podczas którego wykonali zdjęcia okolicy i zebrali próbki gruntu. Obraz pracujących astronautów przekazywała zainstalowana  na łaziku kamera telewizyjna. Podczas drugiego postoju za jej pośrednictwem astronauci przekazali na Ziemię spektakularny widok Szczeliny Hadleya. Następnie wrócili w pobliże LM, gdzie rozstawili ALSEP. Podczas tego spaceru umieścili na głębokości 150 cm pod powierzchnią tylko jeden z czujników instrumentu HFE. Kolejny zainstalowali podczas drugiego EVA. Wywiercenie otworu, gdzie miał być umieszczony czujnik okazało się trudne, gdyż w wybranym miejscu grunt okazał się zbyt twardy dla zasilanej z akumulatora wiertarki ALDS (Apollo Lunar Surfice Dril). Poza tym ustawili nowy, 300-komórkowy odbłyśnik laserowy, który okazał się łatwiejszy w obsłudze niż poprzedni, 100-komórkowy. Spacer został nieznacznie skrócony, ze względu na zbyt szybkie zużywanie tlenu przez Scotta. Z sześcioma workami próbek i skał załoga powróciła do lądownika[1][4].

- EVA-2 (Scott i Irwin): 1 sierpnia 1971 – 7 godzin 12 minut i 14 sekund. Po szesnastu godzinach wypoczynku ponownie wyszli na zewnątrz. Niespodziewanie okazało się, że układ sterowania przednich kół zaczął normalnie działać. Celem tego spaceru stało się podnóże Apeninów[4] by zbadać grupę kraterów South Cluster, a później stanęli u podnóża wysokiej na trzy kilometry góry Mons Hadley Delta. Tam w miejscu nazwanym Station 7, Scott pobrał próbkę skały, w której znaleziono minerał – anortozyt. Później skałę tę nazwano kamieniem Genesis. Po powrocie do lądownika astronauci spędzili czternaście godzin na odpoczynku. W trakcie drugiego EVA astronauci przebyli 12,4 km. Maksymalna prędkość pojazdu księżycowego wynosiła 12-13 km/h. LRV doskonale sprawdził się w trudnych warunkach księżycowych. Astronauci pobrali próbki u podnóża gór, a następnie w pobliskim kraterze[1].

- EVA-3 (Scott i Irwin): 2 sierpnia 1971 – 4 godziny 49 minut i 50 sekund. Po drugim spacerze Scott i Irwin rozpoczęli ostatnie dwadzieścia cztery godziny na powierzchni Księżyca. Zaczęli od trwającego sześć i pół godziny snu. Po przebudzeniu rozpoczęli przygotowania do ostatniego spaceru. Aby dać astronautom rozsądną ilość czasu na wykonanie zaplanowanych zadań kontrolerzy zmniejszyli czas przeznaczony na poszczególne czynności. Piętnaście minut urwano z czasu przeznaczonego na sen, kolejny kwadrans z posiłku. O dwadzieścia pięć minut skrócono przygotowania LM do startu z Księżyca. Dzięki temu wygospodarowano cztery i pół godziny  na EVA i planowany moment startu pozostał niezmieniony[2]. Tym razem trasa spaceru wiodła w kierunku skraju Szczeliny Hadleya, tym razem jadąc 1800 metrów na zachód od LM. Po drodze zatrzymali się przy aparaturze ALSEP. Czynności wykonywane w trakcie EVA polegały tak jak poprzednio na pobieraniu próbek i dokumentacji fotograficznej. Wykonali odwiert geologiczny i uzyskali próbę rdzeniową o długości 2,4 m, zawierającą 58. dobrze widocznych warstw gruntu i skał. Astronauci próbowali zejść niezbyt stromym zboczem szczeliny, lecz słaba przyczepność gruntu i obecność pyłu w połączeniu ze zmniejszonym tarciem utrudniały utrzymywanie równowagi. Dlatego też opuszczenie się na dno Szczeliny Hadleya, nie było możliwe. Na zakończenie EVA ustawili LRV w pozycji by kamera mogła przekazać telewizyjny obraz startu LM. Pod koniec tego spaceru astronauci mieli przed odlotem do wykonania jeszcze jedno, smutne zadanie. Zostawili na Księżycu plakietkę z nazwiskami trzech rosyjskich kosmonautów z Sojuza 11, dodając je do listy zawierającej nazwiska astronautów Apollo 1, kosmonautę Sojuza 1 i wielu innych, którzy stracili życie w związku z podbojem kosmosu[2]. Po powrocie do lądownika przygotowali się do startu, który nastąpił trzy i pół godziny później.
Pojazd poruszał się ze średnią prędkością 9,2 km/h i spędził w ruchu trzy godziny. Zużycie energii było o połowę mniejsze od założonego.

Łącznie spacery księżycowe trwały 18 godzin 34 minuty i 46 sekund. Astronauci zebrali w sumie 70 próbek o masie 77,3 kg. Wykonali mnóstwo fotografii, wśród których znalazły się zdjęcia Szczeliny Hadleya. W czasie trzech spacerów astronauci przebyli dystans 27,9 km. Dla porównania - przemieszczającym się pieszo członkom trzech poprzednich misji udało się przebyć następujące odległości: Apollo 11 – 0,6 km, Apollo 12 – 1,4 km i Apollo 14 – 4,2 km. System nawigacyjny pojazdu okazał się bardzo dokładny i niezawodny. Dokładność systemu została oceniona na około 100 m – odległość, o jaka różnił się punkt powrotu wskazanego przez urządzenia nawigacyjne. Astronauci stwierdzili, że mogą precyzyjnie lokalizować położenie lądownika na podstawie obliczonych przez system nawigacyjny odległości od znanych kraterów. 
- EVA-4 (Worden): 5 sierpnia 1971 – 39 minut i 7 sekund. Podczas powrotu na Ziemię, pilot modułu dowodzenia stał się pierwszym człowiekiem, który wykonał spacer kosmiczny (EVA) w dalekiej przestrzeni kosmicznej (poza niską orbitą okołoziemską). Jego wyjście na zewnątrz statku miało na celu odzyskanie filmów z umieszczonego w module silnikowym statku zestawu instrumentów naukowych SIM. Dokonał także inspekcji instrumentów SIM i próbował ustalić (bez powodzenia) przyczyny awarii mechanizmu wysuwania kamery mapującej i spektrometru masowego. Tym samym Worden stał się pierwszą osobą, która oglądała jednocześnie niczym niezasłonięty cały Księżyc i całą Ziemię.

## Załoga
- dowódca: David R. Scott CDR (dowódca)
- pilot modułu dowodzenia: Alfred M. Worden CMP (pilot modułu dowodzenia)
- pilot modułu księżycowego: James B. Irwin LMP (pilot modułu księżycowego)

## Załoga rezerwowa
- dowódca: Richard F. Gordon
- pilot modułu dowodzenia: Vance D. Brand
- pilot modułu księżycowego: Harrison H. Schmitt

## Naziemna załoga wspierająca
- Joseph P. Allen
- Robert A. Parker
- Karl G. Henize

## Wodowanie
źródło
- Miejsce wodowania: Środkowy Pacyfik, 26°08′N, 158°08′W
- Pozycja: stabilna I (wierzchołkiem do góry)
- Okręt ratowniczy: USS Okinawa (LPH-3)
- Podjęcie załogi: 7 sierpnia 1971, 21:25 GMT
- Podjęcie statku: 7 sierpnia 1971, 22:20 GMT

## Podsumowanie
źródło
1. . Po raz pierwszy w programie Apollo zastosowano orbitę parkingową o wysokości 167 km.
2. . Nowa ekonomiczna trajektoria lotu na Księżyc.
3. . Pierwsze wykorzystanie zestawu instrumentów naukowych SIM.
4. . Największy dotychczas ładunek umieszczony na orbicie okołoksiężycowej (34 622 kg).
5. . Najwyższe nachylenie orbity okołoksiężycowej podczas misji załogowej (28,9°).
6. . Pierwsze lądowanie LM po stromej trajektorii o nachyleniu 25°.
7. . Pierwsza SEVA na powierzchni Księżyca.
8. . Utworzenie wraz z zestawami ALSEP z poprzednich misji sieci czujników (sejsmometrów i odbłyśników laserowych).
9. . Pierwsze użycie statku Apollo, lądownika LM i skafandrów o przedłużonym czasie działania.
10. . Pierwsze użycie LRV oraz jego urządzeń nawigacyjnych.
11. . Najdłuższy dotychczasowy całkowity czas pracy astronautów poza lądownikiem (18 godz. 35 min.).
12. . Największa dotychczas całkowita odległość przebyta przez astronautów na Księżycu (28,0 km).
13. . Największa dotychczas masa próbek gruntu dostarczona na Ziemię (77,3 kg).
14. . Najgłębsza dotychczasowa próbka rdzeniowa (2,3 m).
15. . Pierwsza eksploracja górzystych rejonów Księżyca.
16. . Pierwsza transmisja telewizyjna startu LM z Księżyca.
17. . Pierwszy subsatelita umieszczony na orbicie okołoksiężycowej.
18. . Najdłuższy dotychczasowy pobyt statku Apollo na orbicie okołoksiężycowej (74 okrążenia).
19. . Pierwsze EVA w dalekiej przestrzeni kosmicznej (wyjście ze statku Apollo).
20. . Pierwsze zdjęcia i transmisja telewizyjna z pokładu statku kosmicznego, ukazująca przebieg zaćmienia Księżyca.
21. . Pierwsza misja księżycowa, po której astronauci nie przechodzili kwarantanny.

Wyprawa zabrała ponad dwukrotnie więcej wyposażenia niż poprzednia. Na Księżyc przywieziono aparaturę badawczą o łącznej masie 544 kg. Astronauci dysponowali skafandrami nowego typu, umożliwiającymi swobodniejsze poruszanie się i zginanie. Ich układy życiodajne pozwalały na dłuższy pobyt poza lądownikiem. Dzięki temu trzykrotnie wychodzili na powierzchnię.

## Ciekawostki
- Dave Scott w ramach pokazu upuścił na powierzchnię Księżyca młotek i ptasie pióro, demonstrując, że przy braku oporu powietrza wszystkie przedmioty spadają z takim samym przyspieszeniem[1].
- Załoga Apollo 15 nazwała swój statek na cześć okrętu dowodzonego przez kapitana Jamesa Cooke'a. Tamten statek HMS Endeavour odbył w 1768 roku podróż z Anglii na Tahiti, aby umożliwić dokonanie obserwacji przejścia planety Wenus przed tarczą słoneczną. Moduł LM nazwano „Falcon” („Sokół”) na cześć maskotki personelu latającego sił powietrznych[2].
Poza tym „Endeavour” oznacza wysiłek, dążenie,staranie.
- Pierwsza misja księżycowa, po której astronauci nie przechodzili kwarantanny.
- Szkolenia astronautów przez instruktorów geologii odbywały się po całym globie, począwszy od wulkanicznych obszarów Islandii, przez Wielki Kanion, góry w Nowym Meksyku, po kratery na Hawajach[2].